# Zespół Szkół nr 1 im. Karola Adamieckiego w Sanoku

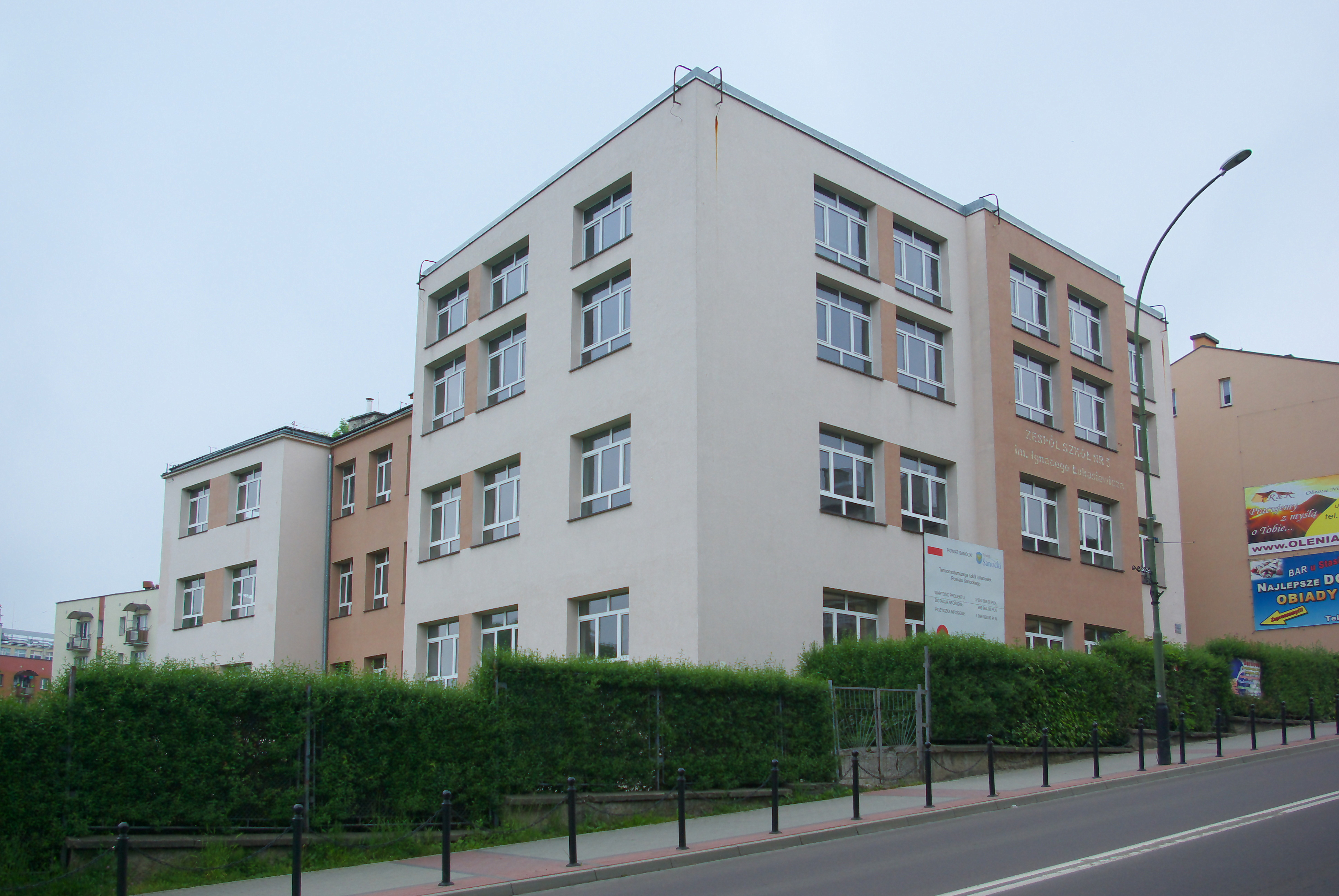
Poprzednia siedziba szkoły przy ulicy Jagiellońskiej

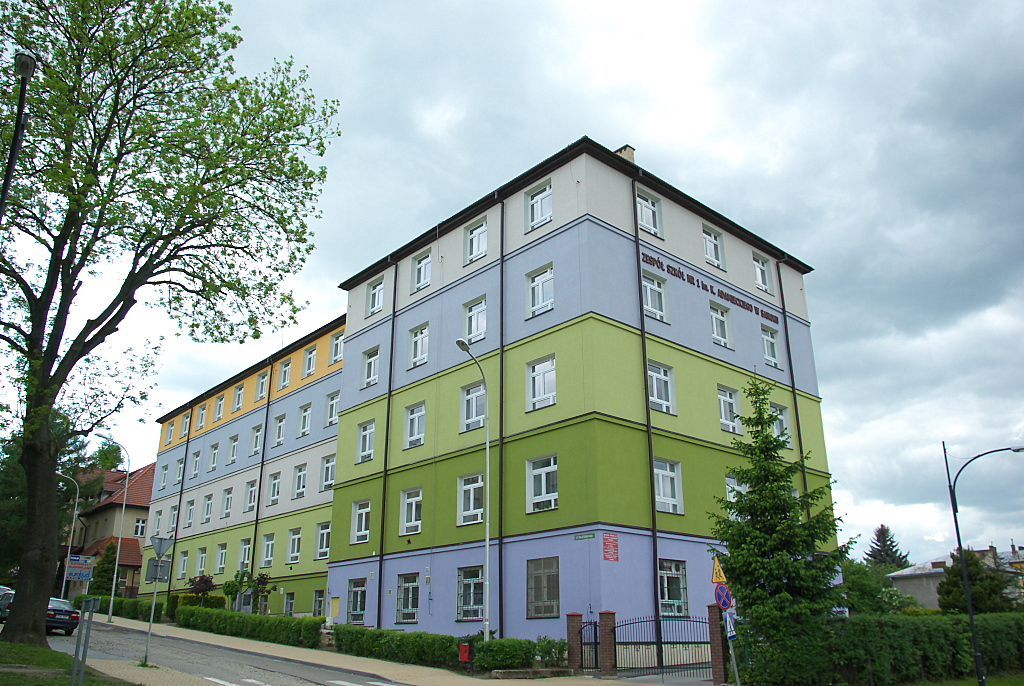
Widok siedziby szkoły od ul. Żwirki i Wigury (2012)

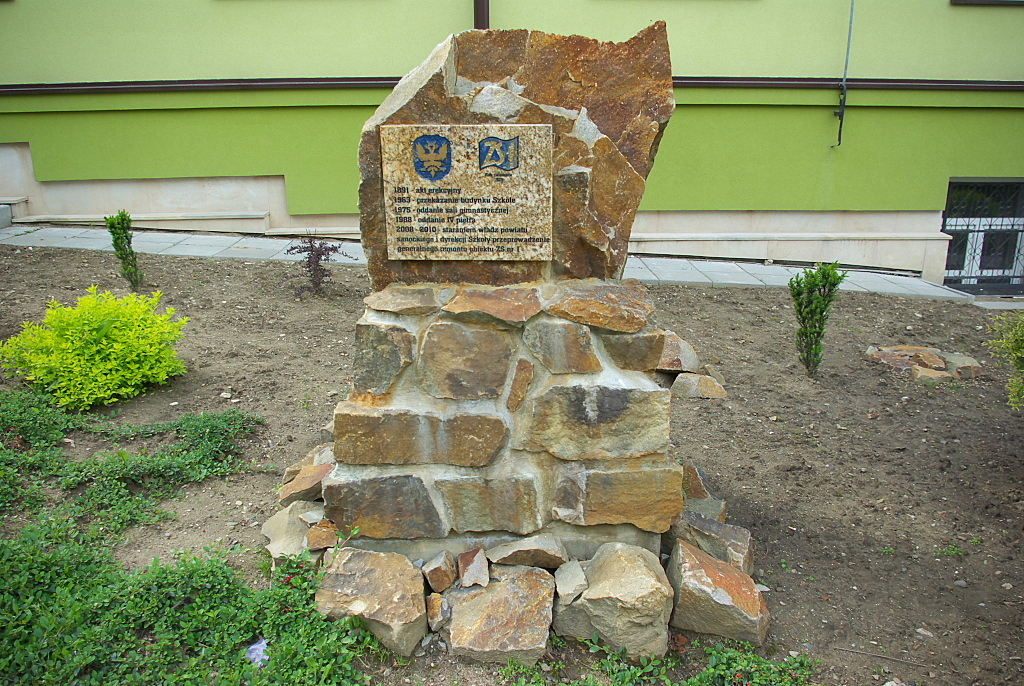
Kamień z tablicą pamiątkową przy szkole

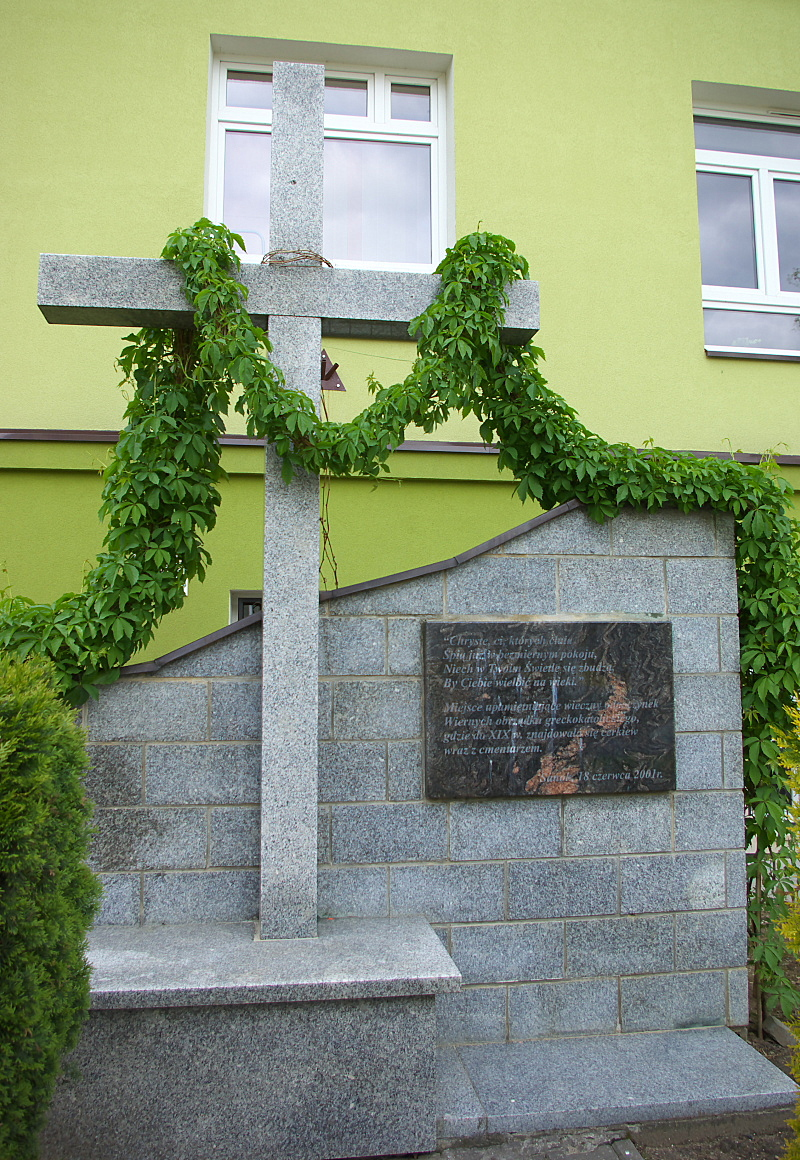
Pomnik upamiętniający wiernych obrządku greckokatolickiego pochowanych w tym miejscu

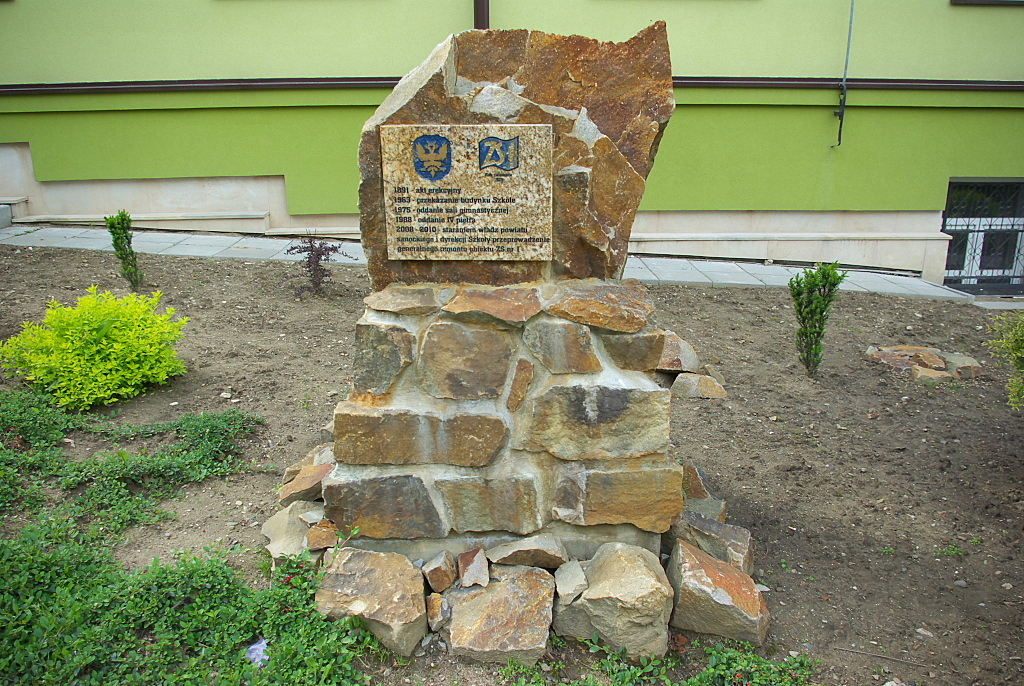
Kamień za tablicą pamiątkową przy szkole

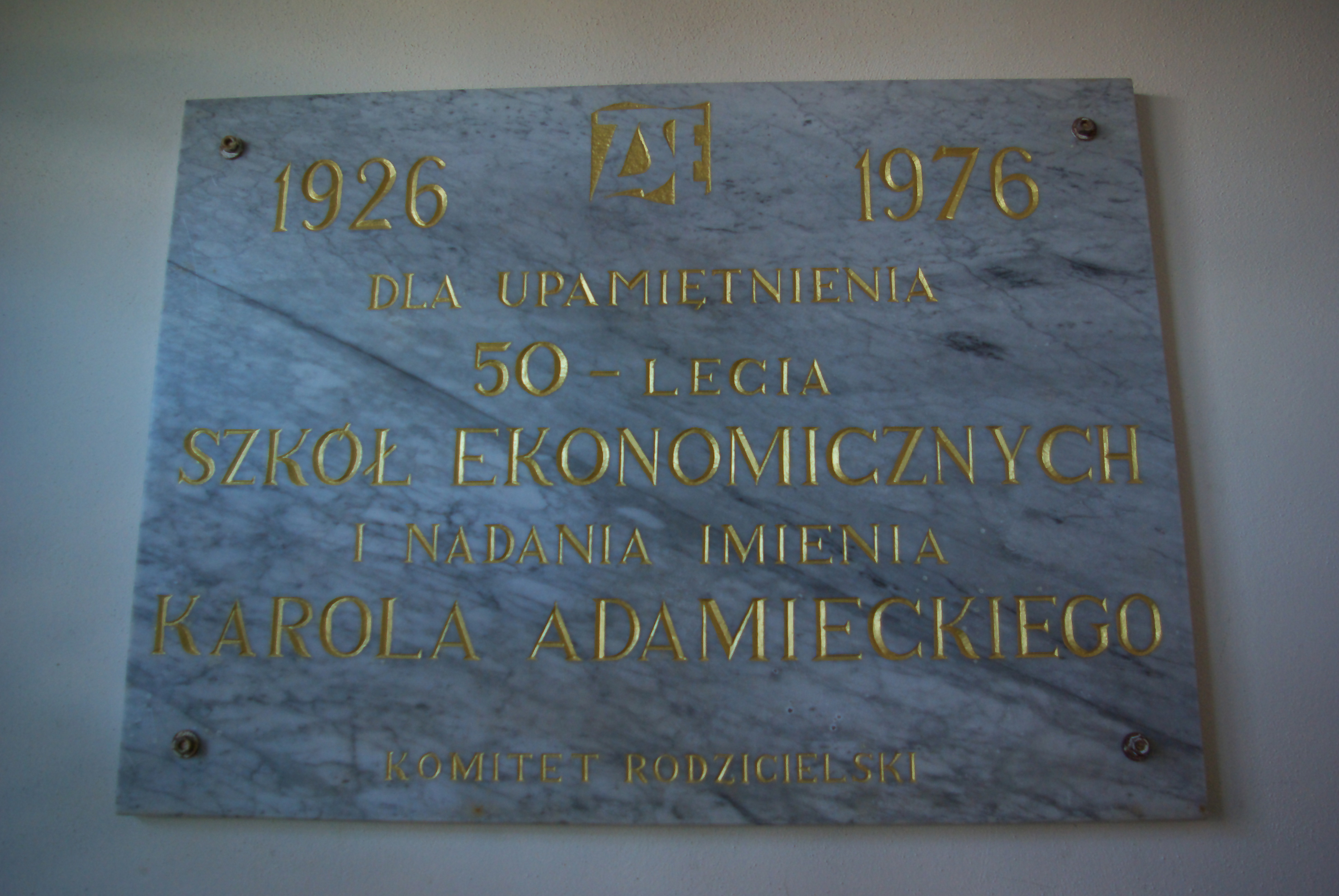
Tablica upamiętniająca nadanie imienia Karola Adamieckiego szkole

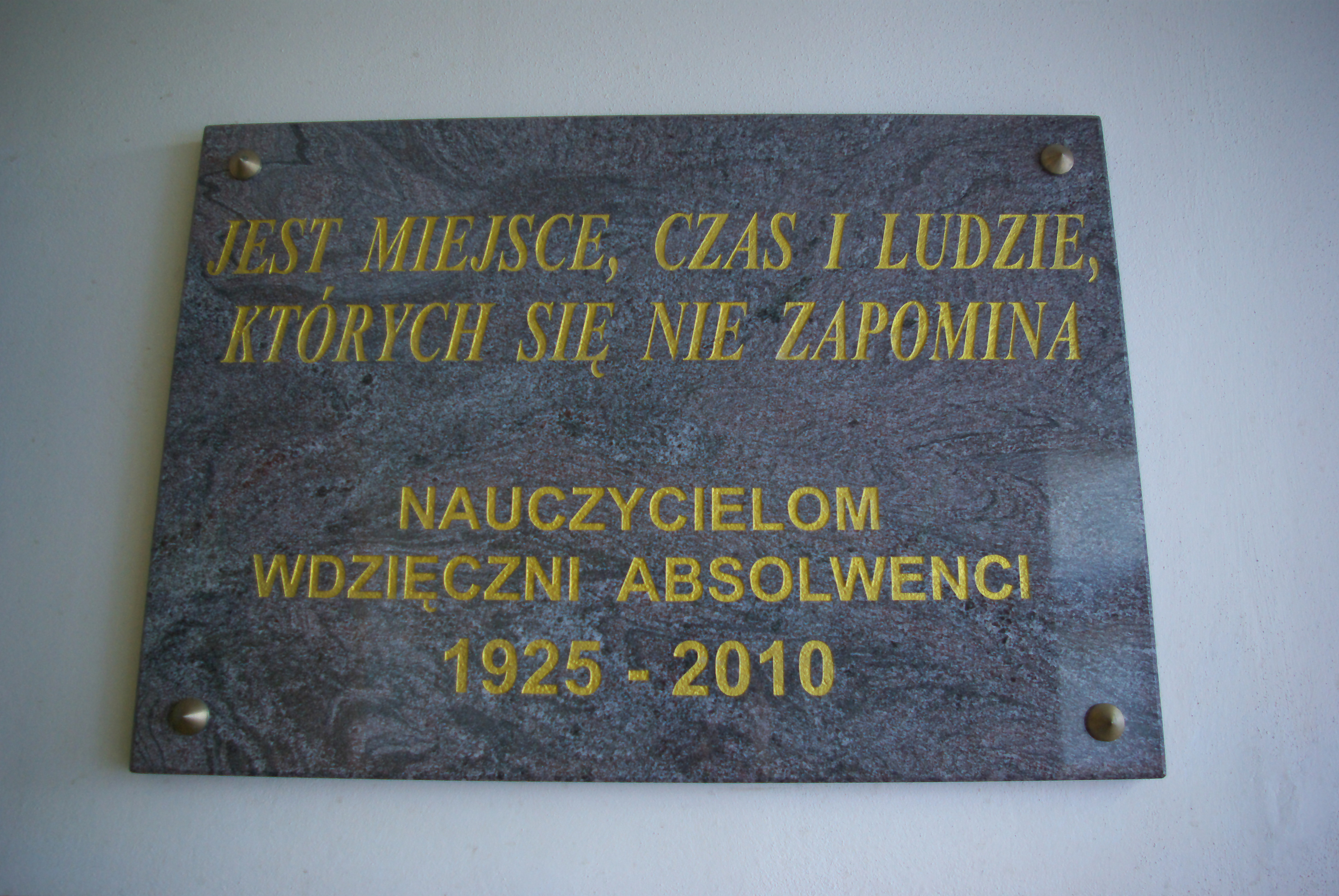
Tablica pamiątkowa absolwentów w gmachu szkoły

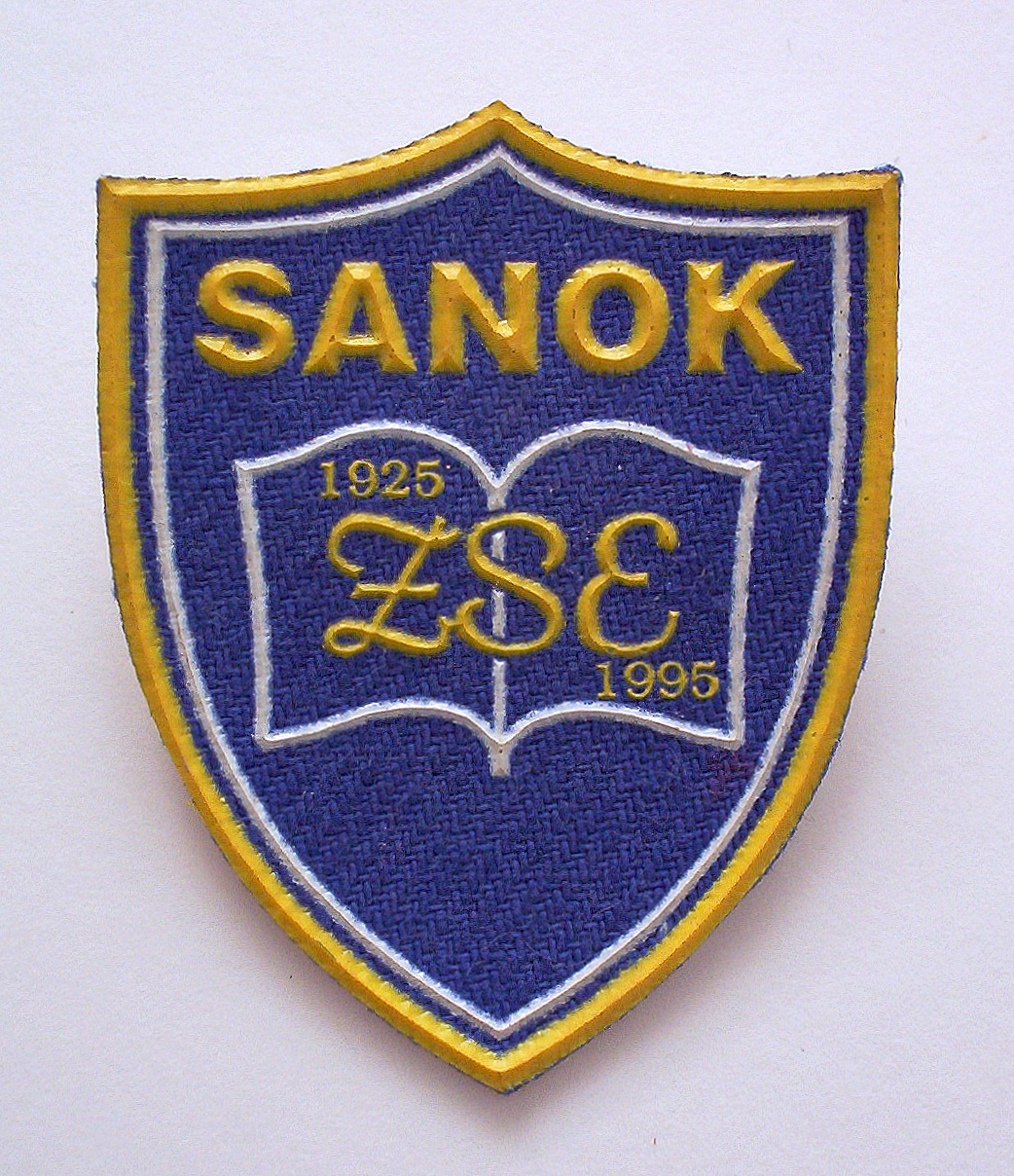
Przypinka z okazji jubileuszu szkoły 1925-1995

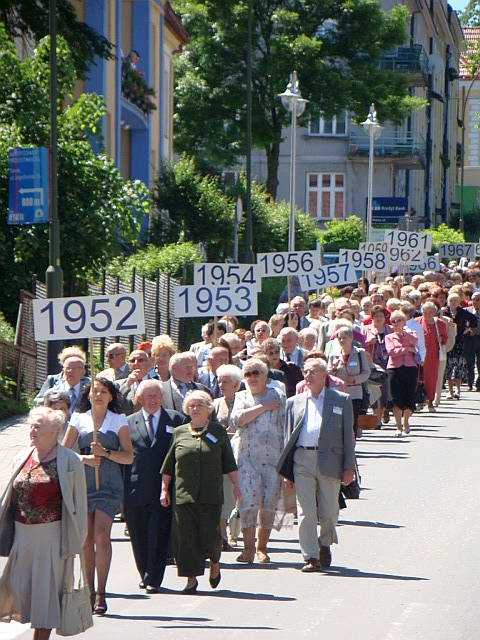
Pochód roczników absolwentów w czasie Zjazdu w 2010

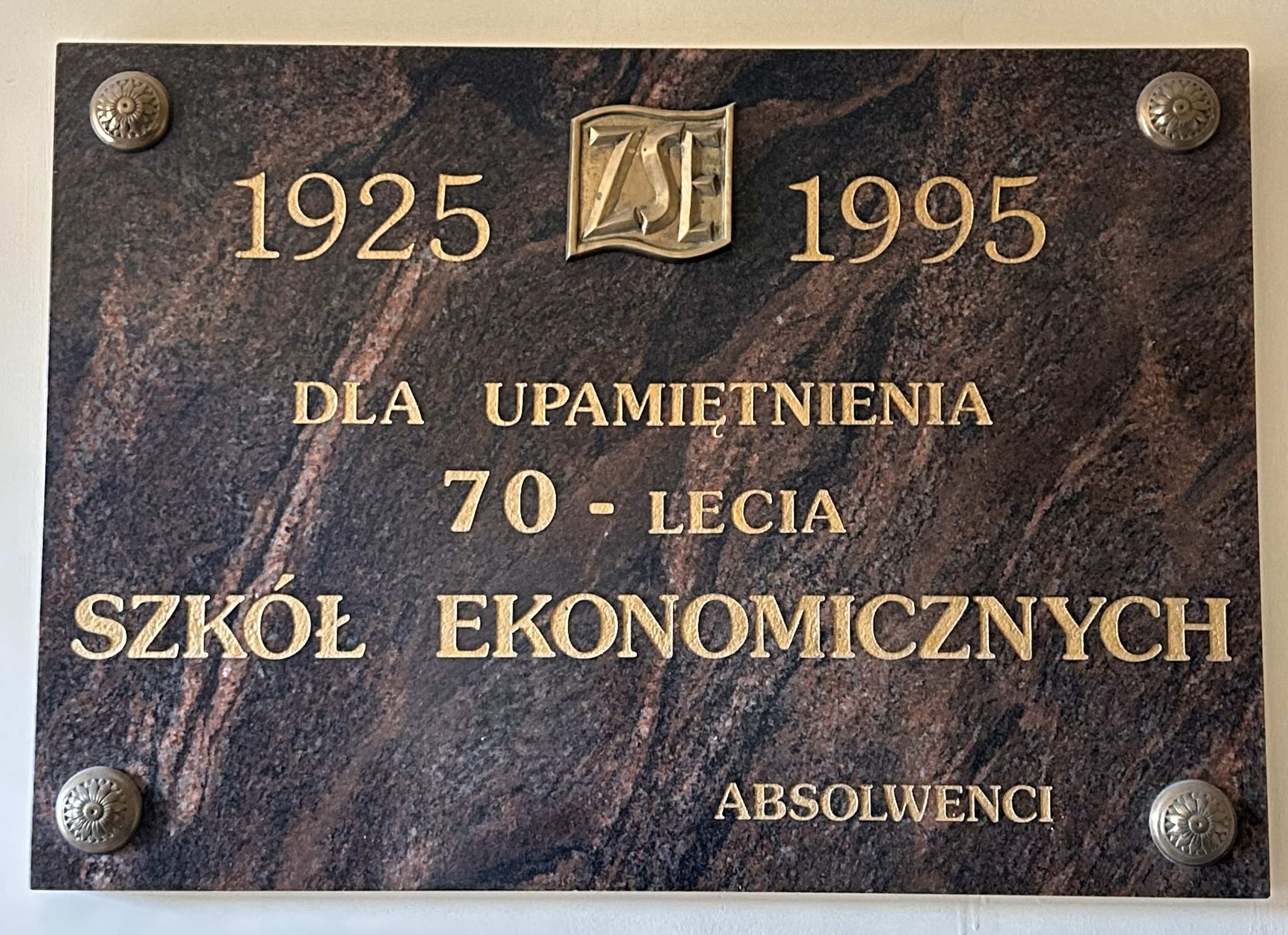
Tablica pamiątkowa z inskrypcją - „ Dla Upamiętnienia 70-lecia Szkół Ekonomicznych. Absolwenci 1925 - 1995.

Zespół Szkół nr 1 im. Karola Adamieckiego w Sanoku (wcześniej pod nazwą Zespół Szkół Ekonomicznych) – zespół szkół ponadgimnazjalnych w Sanoku.

## Siedziby
Budynek szkoły położony przy ulicy Jana III Sobieskiego 23 stanowił pierwotnie koszary wojskowe. Kamień węgielny pod budynek koszar przeznaczonych dla 57. batalionu obrony krajowej c. i k. armii, którego ówczesnym komendantem był kpt. Florian Zatłauka, został wmurowany 9 kwietnia 1891; w uroczystościach uczestniczyli; plan budowy przygotował inż. powiatowy Klemens Lewicki, kierownikiem budowy został Władysław Beksiński, a przedsiębiorcą budowy Robert Barański; aktu poświęcenia dokonali ks. Franciszek Salezy Czaszyński (rz.-kat.) i Wasylij Czemarnyk (gr.-kat.). W pierwszym okresie (Austro-Węgry do 1918) budynek służył za garnizon 57. batalionu Landwehry. Pierwotnie budynek był pod numerem 222. W okresie II Rzeczypospolitej w budynku stacjonował I batalion 2 Pułku Strzelców Podhalańskich. Budynek koszar, określany przed 1939 jako landwerkasernia, opisał pisarz Kalman Segal w swojej powieści pt. Nad dziwną rzeką Sambation, napisanej w 1955 i wydanej w 1957.
Do 1790 roku parcela, na której znajduje się szkoła należała do cerkwi prawosławnej z 1507 roku, a następnie unickiej pw. Narodzenia NMP, przy której znajdował się cmentarz grzebalny. Parafia greckokatolicka w miejscu szkoły mieściła się w XIX wieku pod numerem budynku 198. Podczas remontu budynku szkoły w latach 80. oraz podczas prac archeologicznych w 2011 natrafiono na resztki pochówków. Miejsce to upamiętnione zostało granitowym krzyżem.
W okresie II Rzeczypospolitej szkoły-prekursorzy obecnego ZS1 korzystały z kilku siedzib i pomieszczeń. Były to: lokal budynku przy ul. Juliusza Słowackiego, w którym funkcjonowała Szkoła Podstawowa im. Zygmunta Krasińskiego (obecnie jest to siedziba świątyni parafii Matki Bożej Różańcowej pod adresem ul. Szkolnej 20), od 1929 budynek byłych koszar wojskowych przy ul. Stanisława Konarskiego, w którym działała Szkoła im. Grzegorza z Sanoka (tzw. Szkoła na Stawiskach), od 1934 kamienicy A. Wilka przy ul. Tadeusza Kościuszki 27, od 1936 pomieszczenia w budynku przy ulicy Henryka Sienkiewicza 12.
Podczas II wojny światowej i funkcjonującej w trakcie okupacji niemieckiej Polskiej Szkoły Handlowej zajęcia w tej placówce odbywały się w kilku miejscach: dotychczasowych lokalach przy ul. H. Sienkiewicza, w klasztorze o. franciszkanów, budynku przy ul. Podgórze, pomieszczeniach Szkoły Powszechnej im. Klementyny Hoffmanowej (późniejsza SP nr 5) oraz Szkoły im. Św. Kingi. Przez rok po zakończeniu działań wojennych szkoła nadal działała w klasztorze franciszkanów.
Na wiosnę 1945 szkoła została przeniesiona do budynku przy ul. Jagiellońskiej 22 (później pod przemianowaną nazwą ulicy Karola Świerczewskiego). Decyzją z 23 kwietnia 1963 szkoła otrzymała przydział do obecnego budynku przy ul. Jarosława Dąbrowskiego; później pod przemianowaną nazwą ulicy Jana III Sobieskiego (po 1945 działały w nim Przedsiębiorstwo Jajczarsko-Drobiarskie, które opuściło lokale w 1963 oraz Spółdzielnia Krawiecka funkcjonująca jeszcze do stycznia 1970). Gdy w 1970 szkoła opuściła budynek przy ul. Jagiellońskiej, pozostawiono tam zasadnicze klasy wielobranżowe jako odrębną placówkę, zaś ZSE został przeniesiony na stałe do gmachu przy obecnej ulicy Jana III Sobieskiego. W latach 60. i 70. trwały prace remontowe tego budynku w związku z jego przejęciem i zaadaptowaniem na potrzeby szkoły. Starania względem objęcia nowej siedziby oraz jej wyremontowania wykonał ówczesny dyrektor Ryszard Nocuń. Za sprawą jego następcy Ryszarda Borowca w roku szkolnym 1986/1987 została przeprowadzona przebudowa budynku w postaci podniesienia ostatniej kondygnacji o ok. 90 cm. i zrekonstruowania dachu, dzięki czemu dotychczasowa powierzchnia strychu o rozmiarze ok. 700 m² przyniosła nowe miejsce dydaktyczne. Remont został zakończony w 1988. Dzięki temu do od roku szkolnego 1988/1989 szkoła zyskała dodatkowych sześć sal lekcyjnych.
Na potrzeby szkoły działały także internaty dla uczniów. Tę funkcję pełniły budynki: kamienica przy ulicy Jagiellońskiej 14 oraz dwa budynki przy ulicy Zamkowej, pod numerem 5 i kamienica pod numerem 16.

## Historia
Chronologia nazw
- 1925/1926: Dwuklasowa Prywatna Szkoła Handlowa Towarzystwa Nauczycieli Szkół Wyższych w Sanoku[25]
- 1926/1933: Dwuklasowa Prywatna Szkoła Handlowa Związku Nauczycielstwa Polskiego Szkół Powszechnych w Sanoku
- 1933/1934: Trzyklasowa Koedukacyjna Szkoła Handlowa Związku Nauczycielstwa Polskiego w Sanoku
- 1934/1936: Trzyletnia Koedukacyjna Szkoła Handlowa Związku Nauczycielstwa Polskiego w Sanoku
- 1936/1939: Prywatne Koedukacyjne Gimnazjum Kupieckie Związku Nauczycielstwa Polskiego w Sanoku
- 1940/1944: Polnische Öffentliche Handelsschule in Sanok (Polska Szkoła Handlowa w Sanoku)
- 1944/1945: Gimnazjum Kupieckie (czteroletnie)/Liceum Handlowe (dwuletnie)[16]
- Prywatne Koedukacyjne Gimnazjum Kupieckie i Liceum Handlowe Związku Nauczycielstwa Polskiego[17]
- 1949–1953: Państwowe Liceum Administracyjno-Handlowe I stopnia/Państwowe Liceum Administracyjno-Gospodarcze II stopnia[26]
- 1951–1955: Technikum Finansowe[27]
- 1955–1957: Technikum Rachunkowości Ministerstwa Finansów[27]
- 1957–1975: Technikum Ekonomiczne[27]
- 15 marca 1975-: Zespół Szkół Ekonomicznych[28]
  - 16 października 1976 –: Zespół Szkół Ekonomicznych im. Karola Adamieckiego[29]
- 1 września 2002 –: Zespół Szkół nr 1 im. Karola Adamieckiego w Sanoku

Podczas II wojny światowej i trwającej okupacji niemieckiej ziem polskich od stycznia 1941 do 1944 w budynku szkoły działała tzw. „społemowska” Szkoła Handlowa, niem. Polnische Öffentliche Handelsschule.
Po zakończeniu II wojny światowej w placówce działały Gimnazjum Kupieckie (czteroletnie) i Liceum Handlowe (dwuletnie). Po upaństwowieniu szkoły w 1949 powstały Państwowe Liceum Administracyjno-Handlowe I stopnia oraz Państwowe Liceum Administracyjno-Gospodarcze II stopnia. W 1951 znalazła się w resorcie Ministerstwa Finansów i została przekształcona w Technikum Finansowe, w roku 1955 w Technikum Rachunkowości.
15 marca 1975 szkoła została przemianowana na zakład łączny Zespół Szkół Ekonomicznych w Sanoku. W 1976 szkoła obchodziła 50-lecie istnienia. Z tej okazji otrzymała patronat Karola Adamieckiego. W dniach 17–18 czerwca 1995 roku szkoła obchodziła 70-lecie istnienia. W październiku 2000 odbył się jubileusz 75-lecia istnienia szkoły. W czerwcu 2010 odbyły się obchody jubileuszu 85-lecia istnienia szkoły.
Budynek szkoły został wpisany do gminnego rejestru zabytków miasta Sanoka, opublikowanego w 2015.
W historii szkoła zyskała przydomki „handlówka” oraz „ekonomik”.

## Upamiętnienia
- Kamień z tablicą pamiątkową z inskrypcją opisującą historię budynku szkoły w latach 1891–2010.
- Pomnik w formie krzyża (tzw. „Krzyż Przebłagania”) z tablicą pamiątkową, upamiętniający wiernych obrządku greckokatolickiego pochowanych w tym miejscu, gdzie do XIX wieku znajdowała się cerkiew Narodzenia Najświętszej Maryi Panny z cmentarzem. Pomnik wraz z tablicą, zaprojektowane przez Władysława Pulnara, został odsłonięty 18 czerwca 2001 i poświęcony przez ks. dr. Andrzeja Skibę[41][42]. Inskrypcja głosi: „Chryste, ci, których ciała / Śpią już w bezmiernym pokoju, / Niech w Twoim Świetle się zbudzą, / By Ciebie wielbić na wieki.” Miejsce upamiętniające wieczny odpoczynek Wiernych obrządku greckokatolickiego, gdzie do XIX w. znajdowała się cerkiew Narodzenia Najświętszej Maryi Panny wraz z cmentarzem. Sanok, 18 czerwca 2011 r.”.

Tablice pamiątkowe w gmachu szkoły
- Dwie tablice pamiątkowe upamiętniające 50-lecie istnienia szkoły oraz jej patrona Karola Adamieckiego (projekty wykonał Zbigniew Osenkowski):
  - Pierwsza – treść inskrypcji: „1926 ZSE 1976. Dla upamiętnienia 50-lecia szkół ekonomicznych i nadania imienia Karola Adamieckiego. Komitet Rodzicielski”[43]. Została odsłonięta 14 października 1976[35][44].
  - Druga o treści: „1915 ZSE 1995 Dla upamiętnienia 70-lecia Szkół ekonomicznych. Absolwenci”. Tablica najprawdopodobniej nie istnieje[43].
- Tablica pamiątkowa z inskrypcją: „Jest miejsce czas i ludzie, których się nie zapomina. Nauczycielom wdzięczni absolwenci 1925 2010”. Została ustanowiona z okazji Zjazdu absolwentów wszystkich roczników sanockiego Ekonomika w dniach 5–6 czerwca 2010 roku.

## Dyrektorzy
Na podstawie materiałów źródłowych
- Jan Hanus (1925–1926)
- Władysław Sandecki (1926–1933)
- Jerzy Polański (1933–1938)
- Michał Ćwięka (1938–1939 i 1945–1950)
- Romuald Węgliński (1941–1945 i 1950–1952)
- Maria Moszoro (1952–1954)
- Ryszard Nocuń (1954–1974)
- Ryszard Borowiec (1974–1991)
- Albina Malik (1991–1992)
- Janina Sadowska (1992–2001)
- Maria Pospolitak (01.09.2001-31.08-2021)[46][47][48]
- Renata Gromek (2021–)[49]

## Nauczyciele
Na podstawie materiałów źródłowych
- Ignacy Wyszatycki (1926–1932)
- Józef Pohorski (1933–1934)[53]
- Franciszek Moszoro (przed 1939, wychowanie fizyczne, śpiew)
- Zdzisław Dolatkowski (języka polski, opiekun drużyny harcerskiej, samorządu szkolnego, gazetki szkolnej „Młodzi Mówią”)
- ks. Józef Opioła (przed 1939)
- ks. Stepan Wenhrynowycz (przed 1939)
- dr Wołodymyr Karanowycz (lekarz szkolny przed 1939)
- dr Karol Zaleski (lata 30., nauczyciel higieny)[54]
- Walerian Czykiel (język niemiecki od 1940)
- Jadwiga Zaleska (1941)[55]
- Nestor Lenczyk (1941)[56]
- Feliks Kroll (1941/1945, przedmioty zawodowe)
- Józef Bogaczewicz (1941/1944)
- ks. Jakub Mikoś (1941/1944)
- ks. Franciszek Witeszczak (1941/1944)
- ks. Paweł Rabczak (po 1945)
- Adam Bieniasz (1944–1946, 1948–1972, matematyka, arytmetyka handlowa, towaroznawstwo, przysposobienie wojskowe)
- Tadeusz Wojtowicz (1945–1982, prawoznawstwo)
- Wojciech Sołtys (1949–1953, historia)
- Wiesław Nahurski (1955–1974 nauczyciel, zastępca dyrektora 1974–1990)
- Jerzy Lisowski (1955–1993, wychowanie fizyczne)
- Janina Szepiowska (–1978, przedmioty zawodowe)
- Alicja Wolwowicz (1961–1984, język polski)
- Zenon Chruszcz (1959–1980, język angielski)
- Krzysztofa Borowiec (1969–1992, przedmioty zawodowe)
- Władysław Szombara (lata 60., matematyka)
- Romuald Bobrzak (niepełny wymiar godzin)
- Marcin Drozd (niepełny wymiar godzin)
- Benedykt Gajewski (niepełny wymiar godzin)
- Bronisław Kuzio (koniec lat 70., przysposobienie wojskowe, niepełny wymiar godzin)
- Wanda Lichnowska (niepełny wymiar godzin)
- katecheci od 1990 – sanoccy ojcowie franciszkanie: o. Marek Andrzejewski, o. Anicet Sajek[57], o. Piotr Marszałkiewicz.

## Uczniowie i absolwenci
Absolwenci
- Józef Baszak – ekonomista, działacz polityczny i społeczny (1951)
- Maria Gölis-Bieńkowska – księgowa, działaczka kulturalna (1927)
- Tadeusz Szczudlik – pracownik Autosanu, działacz społeczny i sportowy (1937)
- Mieczysław Wiesiołek – filmowiec, reżyser, scenarzysta, montażysta, operator filmowy (1937, 1945)
- Ryszard Borowiec – nauczyciel i dyrektor ZSE w Sanoku, polityk (1951)
- Wiesław Nahurski – nauczyciel w ZSE w Sanoku (1951)
- Krzysztofa Pastuszak-Borowiec – nauczycielka w ZSE w Sanoku (1951)
- Jerzy Lisowski – nauczyciel w ZSE w Sanoku, trener (1952)
- Stefan Tarapacki – sportowiec, trener (1952)
- Jan Paszkiewicz – hokeista (matura w 1970)
- Stanisław Zajdel – sztangista, złoty medalista mistrzostw Polski, reprezentant kraju (matura w 1974)
- Bartłomiej Rychter – prawnik i pisarz
- Beniamin Tytus Muszyński – pisarz (2008)

Uczniowie
- Kazimierz Bogacz – geolog (nauka w szkole handlowej Polnische Öffentliche Handelsschule podczas II wojny światowej w okresie okupacji niemieckiej)
- Feliks Stramik – generał dywizji Wojska Polskiego (nauka do 1942 w szkole handlowej Polnische Öffentliche Handelsschule podczas II wojny światowej w okresie okupacji niemieckiej)
- Leszek Giec – kardiolog (nauka do 1944 w szkole handlowej Polnische Öffentliche Handelsschule podczas II wojny światowej w okresie okupacji niemieckiej)
- Ryszard Kuzyszyn – scenograf (nauka do 1944 w szkole handlowej Polnische Öffentliche Handelsschule podczas II wojny światowej w okresie okupacji niemieckiej)
- Zdzisław Beksiński – artysta malarz

## Odznaczenia
- Odznaka „Zasłużony dla Sanoka”[58].
- „Jubileuszowy Adres” (1984)[59].
- Złota Odznaka Honorowa Towarzystwa Przyjaźni Polsko-Radzieckiej (1987)[60][61][62].
- Srebrny medal ze wstęgami „Za zasługi dla Związku Żołnierzy Wojska Polskiego” (2014)[63][64].

## Profil szkoły
W skład ZS nr 1 wchodzi:
- Technikum nr 1:
  - technik ekonomista
  - technik hotelarstwa
  - technik logistyk
  - technik żywienia i gospodarstwa domowego
  - technik rachunkowości
- Zasadnicza Szkoła Zawodowa nr 1:
  - cukiernik
  - kucharz małej gastronomii

Szkoła współpracuje z Centrum Edukacji Obywatelskiej w Warszawie.
Ponadto realizuje projekty w ramach programów:
- e-Learning i e-Twinning
- GLOBE
- Erasmus+
- Kultura Bezpieczeństwa

W roku szkolnym 2005/2006 szkoła otrzymała tytuł Szkoła Marzeń nadany przez CEO.
W roku 2013 szkoła otrzymała tytuł Promotor Ekologii.